# Berod bei Wallmerod
Berod bei Wallmerod là một xã thuộc một ‘‘Verbandsgemeinde’’ - ở huyện Westerwald trong bang Rheinland-Pfalz, Đức. Xã Berod bei Wallmerod có diện tích 3,92 km².
Xã này nằm ở Westerwald giữa Montabaur và Wetzlar. Sông Eisenbach chảy qua thị xã từ phía bắc xuống phía nam. Xã này thuộc Verbandsgemeinde of Wallmerod, một dạng xã tập thể chỉ có ở bang Rheinland-Pfalz.
Năm 1292, Berod được đề cập lần đầu trong tài liệu với tên Berrinrode.